# Overbrook
Overbrook är en ort i Osage County i Kansas. Vid 2010 års folkräkning hade Overbrook 1 058 invånare.